# Golfoploop

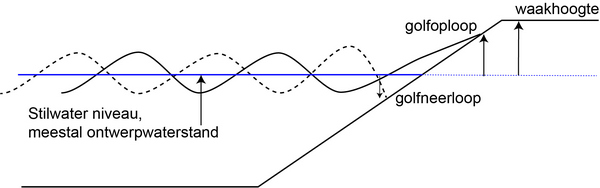
Definitie golfoploop en golfneerloop

Golfoploop is de hoogte tot waar golven (al dan niet na breken) het talud van een oever of dijk oplopen; golfneerloop is de hoogte tot waar golven zich terugtrekken. Deze hoogten worden altijd verticaal gemeten (en dus niet langs het talud).

## Geschiedenis

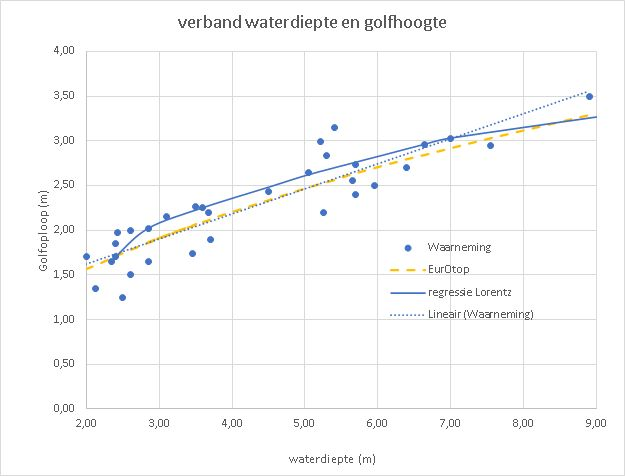
Golfoploop zoals gemeten door Lorentz

De eerste technisch-wetenschappelijke metingen naar golfoploop zijn uitgevoerd door de commissie Lorentz t.b.v. het afsluiten van de Zuiderzee.
Als voorbereiding voor het werk heeft de commissie op verschillende plaatsen de golfhoogte en de golfoploop gemeten. Deze commissie constateert dat het meten van golven (met de stand van de techniek van dat moment (1920)) in het veld tijdens stormen niet functioneerde. Er zijn daarom toen ook schaalproeven gedaan, maar daarbij is men sterk beperkt door het feit dat in schaalmodellen (in die tijd) alleen regelmatige golven mogelijk waren. Wel vond men dat de diepte voor de dijk heel belangrijk is voor de golfoploop, en dat verder de taludhelling ook geen grote rol speelt (binnen de range die men in de metingen waargenomen had). Op grond hiervan is een relatie tussen golfoploop en waterdiepte opgesteld. Met de huidige kennis dat bij stormen en flauwe kusthellingen de significante golfhoogte de helft is van de waterdiepte, blijkt deze grafiek goed te kloppen, maar wel alleen voor taluds in de orde van 1:3.
Tijdens de Zuiderzeewerken is dit onderzoek voortgezet, en leidde uiteindelijk tot de (oude) Delftse formule voor golfoploop: 
{\displaystyle Ru=8H\tan \alpha }
Hierin is 
- {\displaystyle Ru} de oploop,
- {\displaystyle H} de (regelmatige) golfhoogte aan de teen en
- {\displaystyle \alpha } de taludhelling.

Deze formule bleek vrij algemeen geldig voor gladde taluds en vrij steile (storm)golven.

Later bleek dat langere golven (deining) tot grotere oploop leidde, waardoor de periode aan de formule werd toegevoegd door gebruik te maken van het iribarrengetal {\displaystyle \xi }. Zo ontstond de formule van Hunt:
{\displaystyle {\frac {Ru}{H}}=\xi }
Ook deze formule was geldig voor regelmatige golven. De Oude Delftse formule en de formule van Hunt zijn identiek voor golven met een steilheid van 1/64, wat ongeveer 2% is. Voor hogere waarden van {\displaystyle \xi } is de formule van Hunt gelimiteerd: voor {\displaystyle \xi >2{,}5} geldt {\displaystyle Ru/H=2{,}5}.

## Onregelmatige golven
In de praktijk zijn golven onregelmatig, en kan je ook niet spreken van "de" golfoploop, maar van een golfoploop met een bepaalde overschrijdingskans. Hiervoor wordt 2% aangehouden. De golfoploop is daarmee gedefinieerd als die oploop die door 2% van de golven in een golfveld wordt overschreden. De golfoploop blijkt, net zo als de golven zelf, een Rayleighverdeling te hebben. Er is gekozen voor een zodanig kleine waarde van de overschrijdingskans dat overslaande golven geen schade meer kunnen aanrichten aan het binnentalud. 
Internationaal wordt deze waarde van 2% aangehouden, deze waarde is kort voor 1940 door het Waterloopkundig Laboratorium redelijk arbitrair gekozen. Gezien de functie zou 1% of 5% ook gekund hebben. De reden dat er voor 2% gekozen is komt voort uit de proefopzetten. Bij een keuze van 2% paste een complete proef goed in een dagdeel. 

In opdracht van de Technische Adviescommissie voor de Waterkeringen heeft Battjes in 1972 al het onderzoek samengevat en hier een goede theoretische basis aan gegeven.
Dit werk leidde tot een verbeterde versie van de formule van Hunt, waarin expliciet parameters waren toegevoegd voor de hoek van inval van de golven, het effect van een berm en de ruwheid van het talud. Met name ten aanzien van de ruwheid en de berm was het aantal experimentele gegevens te beperkt om een definitieve formule op te stellen. Dit onderzoek is de jaren daarna gedaan, tegelijkertijd is de focus verlegd naar golfoverslag, omdat dit meer maatgevend voor de dijkhoogte is dan de golfoploop. Dit onderzoek resulteerde uiteindelijk in 2002 in een Technisch Rapport van de TAW.
De golfoploopformule die in deze publicatie vermeld wordt is nog steeds de in gebruik zijnde formule; de EurOtop manual heeft deze formule overgenomen. Wel is in de EurOtop manual het geldigheidsgebied verder uitgebreid (met aangepaste formules).

## Moderne golfoploopformules

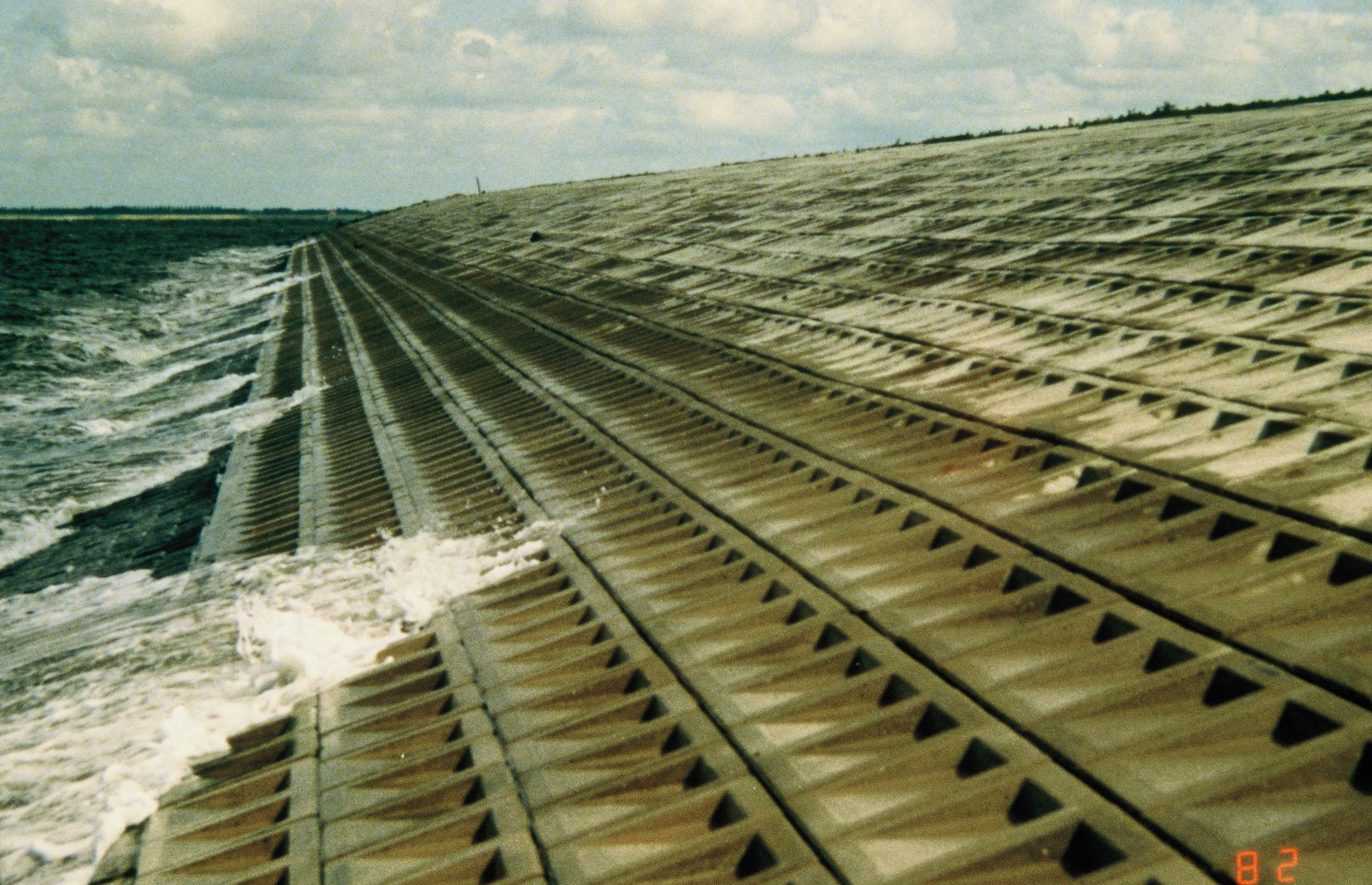
Golfoploop tegen Haringmanblokken. De "deuken"in de blokken geven nauwelijks oploopreductie

De EurOtop manual geeft als algemene formule (formule 1.4 in die manual) voor de golfoploop:
{\displaystyle {\frac {Ru_{2\%}}{H_{m0}}}=1{,}7\gamma \,\xi _{m-1,0}}
met een maximum van ongeveer 3.
Gebruikt wordt het iribarrengetal {\displaystyle \xi _{m-1,0}} op basis van de periode die bepaald is met het eerste negatieve moment van het golfspectrum.
Verder is {\displaystyle \gamma } de reductiecoëfficiënt voor weerstand, berm, etc. Daarvoor geldt:
{\displaystyle \gamma =\gamma _{b}\gamma _{f}\gamma _{\beta }}
- {\displaystyle \gamma _{b}} is de reductie voor de berm. Een berm heeft vooral effect als deze gelegen is ter hoogte van het stil water niveau (dus op ontwerppeil). Voor een typisch Nederlandse dijk (helling 1:3, steile golven) geldt {\displaystyle \gamma _{b}\approx {\frac {6}{B/H_{m0}+6}}}, waarin {\displaystyle B} de bermbreedte is. Altijd moet gelden {\displaystyle 0{,}6<\gamma _{b}<1}.
- {\displaystyle \gamma _{\beta }} is de reductie voor scheef invallende golven, {\displaystyle \gamma _{\beta }=1-0{,}0022\,\beta }, waarin {\displaystyle \beta } de hoek van inval van de golven in graden is (0° is loodrechte inval)
- {\displaystyle \gamma _{f}} is de invloed van de ruwheid. Hiervoor kan de volgende tabel aangehouden worden:

| Referentietype          | {\displaystyle \gamma _{f}} |
| ----------------------- | --------------------------- |
| Beton                   | 1,0                         |
| Asfalt                  | 1,0                         |
| Dichte betonblokken     | 1,0                         |
| Gras                    | 1,0                         |
| Basalt                  | 0,90                        |
| Basalton                | 0,90                        |
| Hydroblock, Haringman   | 0,90                        |
| Open steenasfalt        | 0,90                        |
| Hillblock, Ronataille   | 0,70 - 0,8                  |
| Enkele laag breuksteen  | 0,70                        |
| Dubbele laag breuksteen | 0,55                        |
Voor Hillblock en Ronataille is een range gegeven, omdat voor deze blokken de reductiecoëfficient afhangt van de golfhoogte. 

Een vergelijkbaar iets treedt op bij gras. Voor hoge golven is natuurlijk gras erg glad, vandaar dat {\displaystyle \gamma _{f}=1{,}0}. Echter als de golf heel klein is (orde 25 cm of minder) dan is natuurlijk gras vaak veel ruwer. Voor dergelijke kleine golven mag men in zo'n geval een waarde van {\displaystyle \gamma _{f}}  kiezen die kleiner is dan 1,0.

## Golfneerloop
Voor de golfneerloop is er een vergelijkbare formule:
{\displaystyle {\frac {Rd_{2\%}}{H_{m0}}}={\tfrac {1}{3}}\gamma _{f}\xi _{m-1,0}}

## Veekmerk en vloedmerk

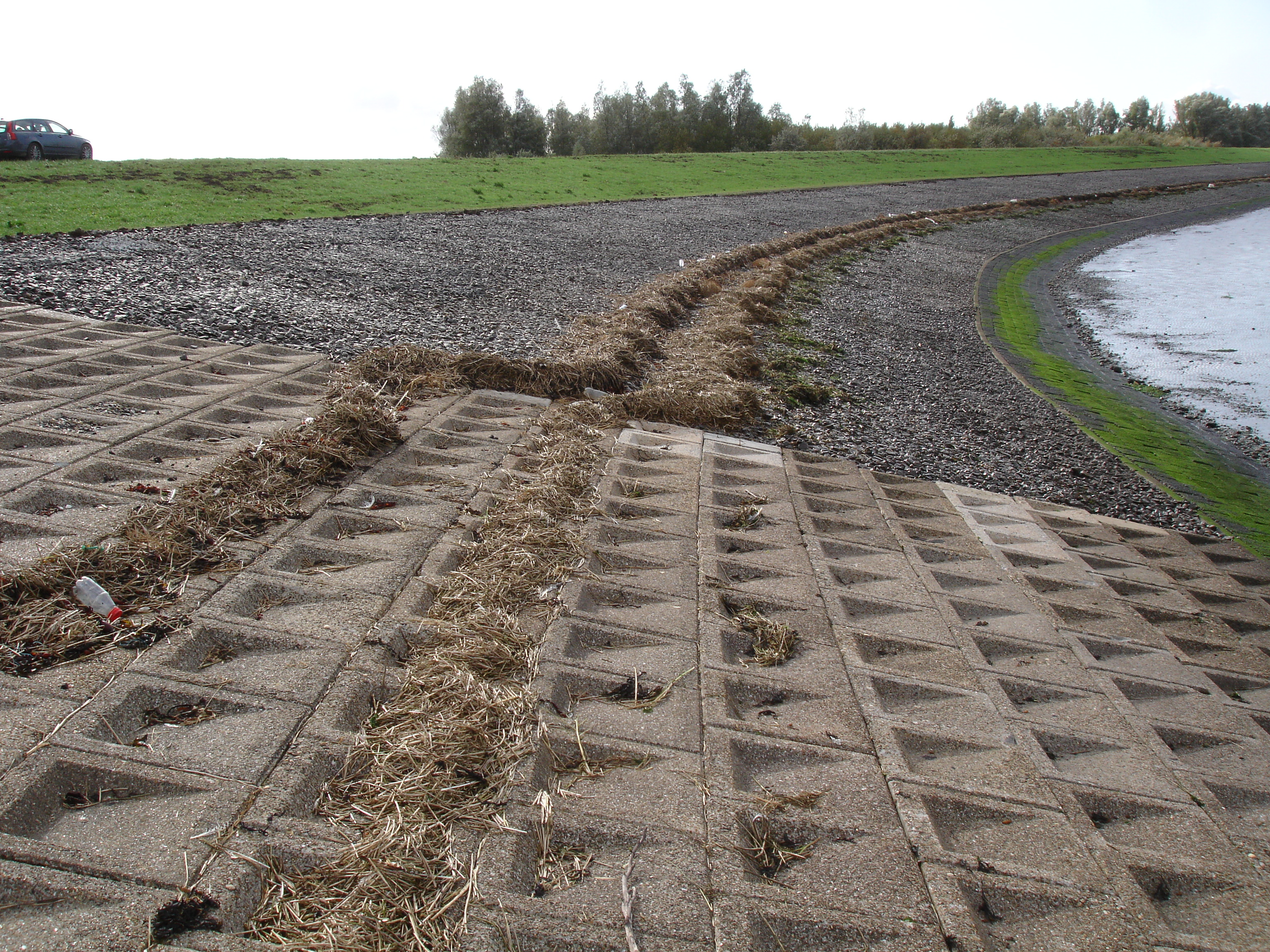
Veekranden op een dijk langs de Bathpolder

Na stormen blijft er op het talud vaak een rand drijvend vuil (veek) liggen, het vloedmerk of veekmerk. Dit vloedmerk kenmerkt de maximale golfoploop tijdens de voorbijgegane storm. Het veek ligt vrijwel ter hoogte van de maximale golfoploop. Omdat de waterstand meestal goed bekend is via een nabijgelegen getijstation, is de Ru2% van de storm eenvoudig uit te rekenen (= veekmerkhoogte - waargenomen stormvloedpeil). In het verleden zijn deze waarnemingen vrij systematisch voor de meeste dijken gedaan, en zo is een bestand van veekmerkhoogten per dijkvak ontstaan. De statistiek van veekmerkhoogten kan goed gebruikt worden voor het bepalen van de dijkhoogte. De dijkhoogte moet zijn de  ontwerpwaterstand + waakhoogte. De waakhoogte is de maximaal toelaatbare golfoploop. Voor een dijk die berekend moet zijn op een belastingskans per jaar van bijvoorbeeld 1/500 (zoals bij de tijdelijke dijkverzwaring in de Oosterschelde), betekent dit dat de 1/500 golfoploop bekend moet zijn. Die kan berekend worden als de 1/500 golfhoogte aan de teen van de dijk bekend is, maar deze waarde is zelden gemeten en moet dan met een rekenmodel als SWAN
bepaald worden. In veel gevallen is dat niet eenvoudig, en een bron van fouten. Analyse van de veekmerkhoogten (door de data op log-papier te plotten) geeft een directe waarde van bijvoorbeeld de 1/500 golfoploop, en daarmee de vereiste waakhoogte.
Een voorbeeld hiervan is bijgaande foto van de oploop en veekranden bij een dijk langs de Bathpolder, Zeeland. Hier zijn twee veekranden die de golfoloop van twee opvolgende stormen (op 12 oktober 2009, met waterstanden 2,2 m en 1,9 m boven NAP) in de Bathpolder in Zeeland weergeven. Op de voorgrond een glooiing met Haringmanblokken, op de achtergrond een glooiing van Elastocoast. De golfhoogte tijdens deze stormen was ca 0,5 m. De golfoploop is op de Elastocoast 0,80 en 0,85 m boven stormvloedpeil, op de Haringmanblokken 1,05 en 1,1 m boven stormvloedpeil. De taludhelling hier is 1:4,2. Omdat een Haringmanblok precies 50 cm is, kan de oploop op deze foto opgemeten worden. Analyse laat dan zien dat γf voor Haringmanblokken hier 1,0 is, en voor Elastocoast 0,8.

## Simulatie van golfoploop

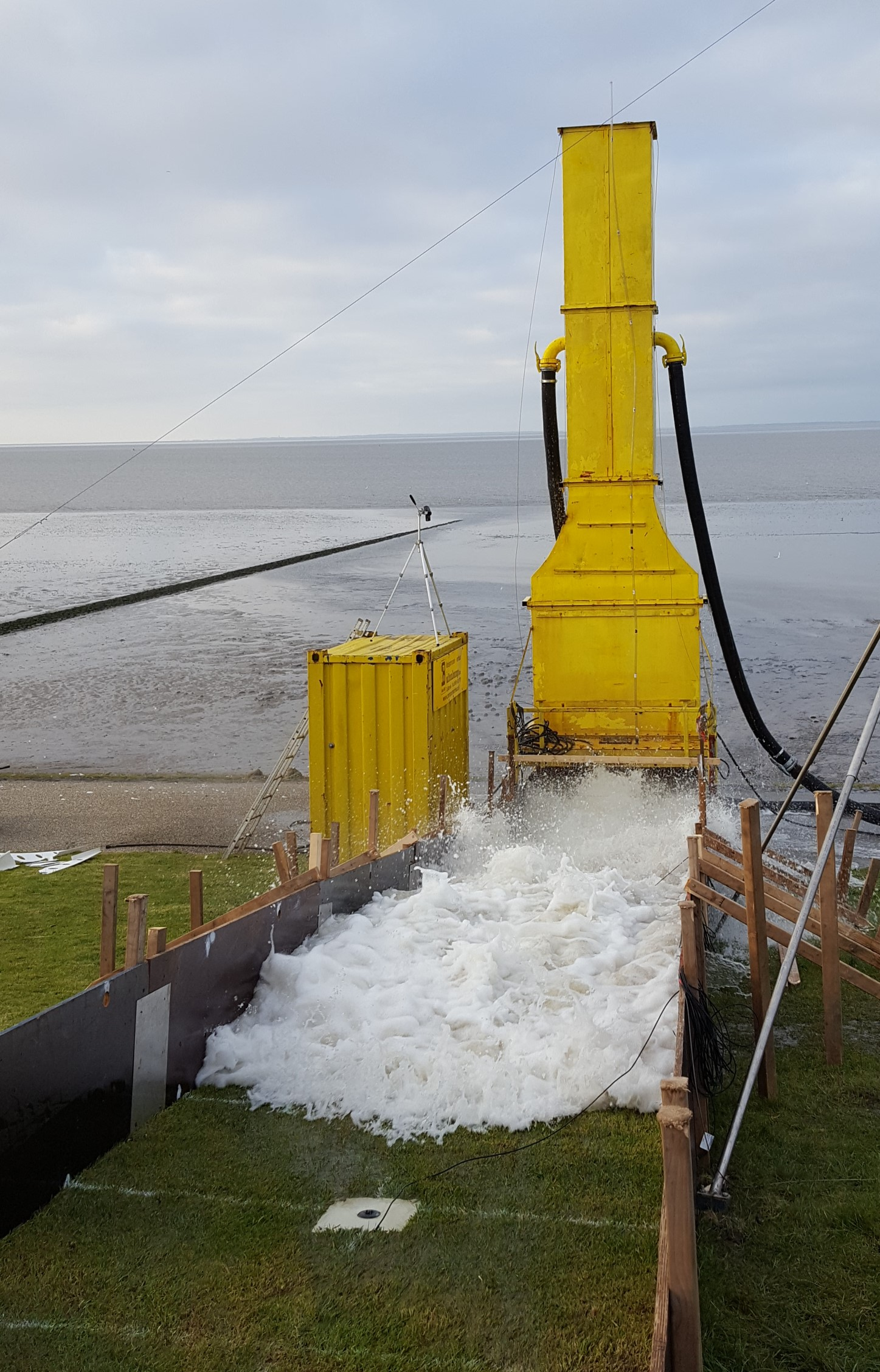
Simulatie van golfoploop op de Waddenzeedijk te Friesland

Om de veiligheid van een dijk, en de sterkte van de grasbekleding in het bijzonder, aan de zee- of rivierzijde te testen, kan golfoploop worden gesimuleerd met behulp van een golfoploopsimulator. De golfcondities waar een dijk op wordt ontworpen komen niet vaak voor. Daarnaast verschilt de sterkte van grasbekledingen door heel Nederland. Door een golfoploopsimulator kunnen deze condities op de dijk in situ worden nagebootst. De beheerder van de betreffende waterkering kan dan analyseren of de sterkte van de grasbekleding voldoende is om de verwachte golven bij bepaalde extreme condities te weerstaan. De golfoploopsimulator wordt bij deze tests op het buitentalud geplaatst, waarbij deze continu en met een constant debiet wordt gevuld met water. De kleppen aan de onderzijde van de bak kunnen bij alle mogelijke volumes worden opengezet, waardoor diverse golfoploopvolumes kunnen worden gesimuleerd.
De golfoploopsimulator is een van de manieren om de sterkte van de grasbekleding te testen. Een andere manier is het gebruikmaken van een graszodetrekker, waarmee de treksterkte van een graszode kan worden bepaald en worden vertaald naar een sterkte onder belasting door golfoploop. Naast het simuleren van golfoploop is het simuleren van golfklappen en golfoverslag mogelijk met de hiervoor ontwikkelde generator en simulator.

## Opmerking
Golfoploop moet niet verward worden met golfopzet (een verhoging van de waterstand door bekende golven) of met windopzet (een verhoging van de waterstand door de stuwende werking van wind).